# L'armée de l'empereur s'avance
Pour plus de détails, voir Fiche technique et Distribution.
L'armée de l'empereur s'avance (ゆきゆきて、神軍, Yuki yukite shingun) est un documentaire japonais réalisé par Kazuo Hara et sorti en 1987.

## Synopsis
Quarante ans après la fin de la Seconde Guerre mondiale, Kenzō Okuzaki (ja), soldat vétéran de l'armée impériale japonaise ayant servi en Nouvelle-Guinée, tente de faire la lumière sur les circonstances de la mort de deux de ses compagnons d'arme, exécutés vingt-trois jours après la fin de la guerre en rencontrant et en se confrontant parfois de manière violente à ses anciens officiers.

## Fiche technique
- Titre : L'armée de l'empereur s'avance[1]
- Titre original : ゆきゆきて、神軍 (Yuki yukite shingun?)
- Titre anglais : The Emperor's Naked Army Marches On[2]
- Réalisation : Kazuo Hara
- Scénario : Kazuo Hara, d'après une idée de Shōhei Imamura[2]
- Photographie : Kazuo Hara
- Montage : Jun Nabeshima
- Son : Toyohiko Kuribayashi
- Production : Sachiko Kobayashi
- Sociétés de production : Imamura Productions, Shisso Production, Zanzou-sha
- Pays d'origine :  Japon
- Langue originale : japonais
- Format : couleur - 1,37:1 - 16 mm - son stéréo
- Genre : documentaire
- Durée : 122 minutes[3]
- Dates de sortie :
  - Japon : 1er août 1987[3]
  - États-Unis : 15 mars 1988[2]

## Distribution
- Kenzō Okuzaki (ja) : lui-même

## Distinctions
Sauf indication contraire, les informations mentionnées dans cette section peuvent être confirmées par la base de données cinématographiques IMDb,  présente dans la section « Liens externes ».

### Récompenses
- 1986 : prix du nouveau réalisateur de la Directors Guild of Japan pour Kazuo Hara[4]
- 1987 : prix Caligari[5] à la Berlinale[6]
- 1988 : prix Mainichi du meilleur réalisateur pour Kazuo Hara et du meilleur son pour Toyohiko Kuribayashi[7]
- 1988 : prix Blue Ribbon du meilleur réalisateur pour Kazuo Hara[8]
- 1988 : prix du cinéma du réel pour Kazuo Hara[9],[10]
- 1988 : prix du meilleur film et du meilleur réalisateur au Festival du film de Yokohama pour Kazuo Hara
- 1988 : prix Kinema Junpō des lecteurs du meilleur film pour Kazuo Hara[11]
- 1988 : prix KNF au festival international du film de Rotterdam pour Kazuo Hara[6]

### Sélection
- 1989 : prix du meilleur film documentaire par la Los Angeles Film Critics Association[6]